# 칠대실록
칠대실록(七代實錄)은 고려 태조에서 목종에 이르는 7대왕의 실록이다. 1011년 거란의 2차 침입으로 사초가 불타버려 현종은 황주량에게 태조에서 목종까지의 실록을 재편찬하게 하였다. 총 36권이었으나 현전하지 않는다. 칠대사적기(七代事蹟記) 라고도 한다.
고려시대는 국초부터 역사를 기록하는 관리가 있어 태조 이래의 사실을 기록했으며, 10세기 말엽 광종 때 궁궐 안에 사관(史館)을 설치해 모든 사료를 보관하였다. 그러나 1011년(현종 2) 거란의 침입으로 사관이 불에 타면서 이곳에 보존된 기록이 모두 소실되어 현전하지 않는다.